# Prenošenje zidnih slika na novu podlogu
Prenošenje zidnih slika na novu podlogu uključuje uklanjanje slike sa zida na kome je naslikana,te time uklanjanje slike iz izvornog prostora za koji je naslikana.Nekada je ovaj postupak bio uobičajen,s prelaskom na koncept očuvanja in situ,danas je ovaj postupak ograničen sam na slučajeve u kojem se istim sprječava potpuni gubitak djela. Prema International Council on Monuments and Sites (ICOMOS),prenošenje zidnih slika na novu podlogu je opasan,drastičan i ireverzibilan postupak koji grubo narušava materijalnu strukturu i estetske osobine zidnih slika. Stoga se postupak može primijeniti samo u ekstremnim slučajevima,kada su mogućnosti očuvanja in situ nemoguće i neizvedive

## Porijeklo
Vitruvius bilježi da su u Sparti, godine 59 prije Krista, "određene slike bile isječene i otučene sa zidova te uokvirene u drvene okvire,i tako donesene pred Comitium". Stoljeće kasnije rimski car Kaligula je pokušao odnijeti sa sobom slike Atalante i Helene Trojske, no spriječen je u toj namjeri. Amedeo Maiuri pak spominje primjere zidnih slika iz Pompeja, koje su odnesene s izvornih iskopina. U vrijeme renesanse praksu više puta spominje Vasari.

## Motivacija
Mora, Mora, i Philippot u svojoj studiji citiraju 4 razloga odnosno motiva pretjerane uporabe ove tehnike:

## Kritika
Minimum intervencije i reverzibilnost su jezgra konzervatorsko restauratorske etike koja favorizira očuvanje in situ. Prenošenje slike dekontekstualizira djelo,te je uzrok ireverzibilne i u pravilu nepopravljive štete.